# Scuola Musicale Giuseppe Conte
La Scuola Musicale Giuseppe Conte è un'associazione culturale genovese indipendente e senza fini di lucro cui la Regione Liguria ha riconosciuto personalità giuridica nel 1979; dal 1972 ha focalizzato la propria attività nella formazione e promozione musicale.
Storicamente radicata a Genova Pegli dal 1896, ospita un bacino di allievi che per il 70% è genovese e per il resto proviene prevalentemente dalle altre province liguri e dal basso Piemonte.
Le è stato assegnato il Premio Regionale Ligure per la Musica 2006 per i centodieci anni di ininterrotta attività.

## Storia
Nel 1896, alcuni cittadini di Pegli (comune all'epoca autonomo e accorpato poi nella Grande Genova nel 1926) si fecero promotori dell'unione delle tre piccole bande musicali esistenti per creare un unico complesso bandistico. Nacque così la nuova grande banda musicale, con il nome "Risorgimento di Pegli", cui il Consiglio Comunale diede personalità d'Ente Municipale nello stesso anno.
La direzione fu affidata al trentenne maestro Giuseppe Conte, diplomato in pianoforte, organista ed esperto concertatore. 
Fin dai primi anni di esistenza la Banda Municipale di Pegli prese parte a diversi concorsi, tra i quali quello indetto dalla città di Asti in occasione dell'Esposizione Generale Italiana dove conquistò il primo premio. Nello stesso anno prese parte con altre centosettanta bande al concorso internazionale indetto dalla città di Torino, dove Giuseppe Verdi era presidente del Comitato Artistico, conquistandovi il secondo premio in entrambe le sue sessioni. Ancora un primo premio nel concorso bandistico indetto dalla città di Como nel 1899 per le onoranze ad Alessandro Volta, cui partecipavano quarantaquattro complessi. In occasione, poi, della conquista del primo premio nel concorso bandistico indetto nel 1902 dalla città di San Damiano d'Asti, il Ministro della Pubblica Istruzione, che assisteva, volle testimoniare la propria ammirazione al complesso pegliese con l'elargizione di trecento lire e il dono di un bel ritratto di Giuseppe Verdi, che da allora adornò la sala prove della sede sociale.
La morte di Giuseppe Conte nel 1940 e l'inizio del periodo bellico comportarono, però, la cessazione dell'attività della banda musicale di Pegli. Dopo la fine del conflitto la banda venne ricostituita ed intitolata al maestro Giuseppe Conte. 
Nel 1946 il sodalizio contava più di trecentocinquanta soci, che sostenevano l'attività del corpo musicale. Venne anche creato un piccolo teatro, nel quale si esibirono diverse filodrammatiche e si tennero serate di varietà e feste danzanti. La Banda di Pegli si esibì il 13 dicembre 1953 presso lo stadio di Marassi, in occasione dell'incontro internazionale di calcio Italia - Cecoslovacchia.

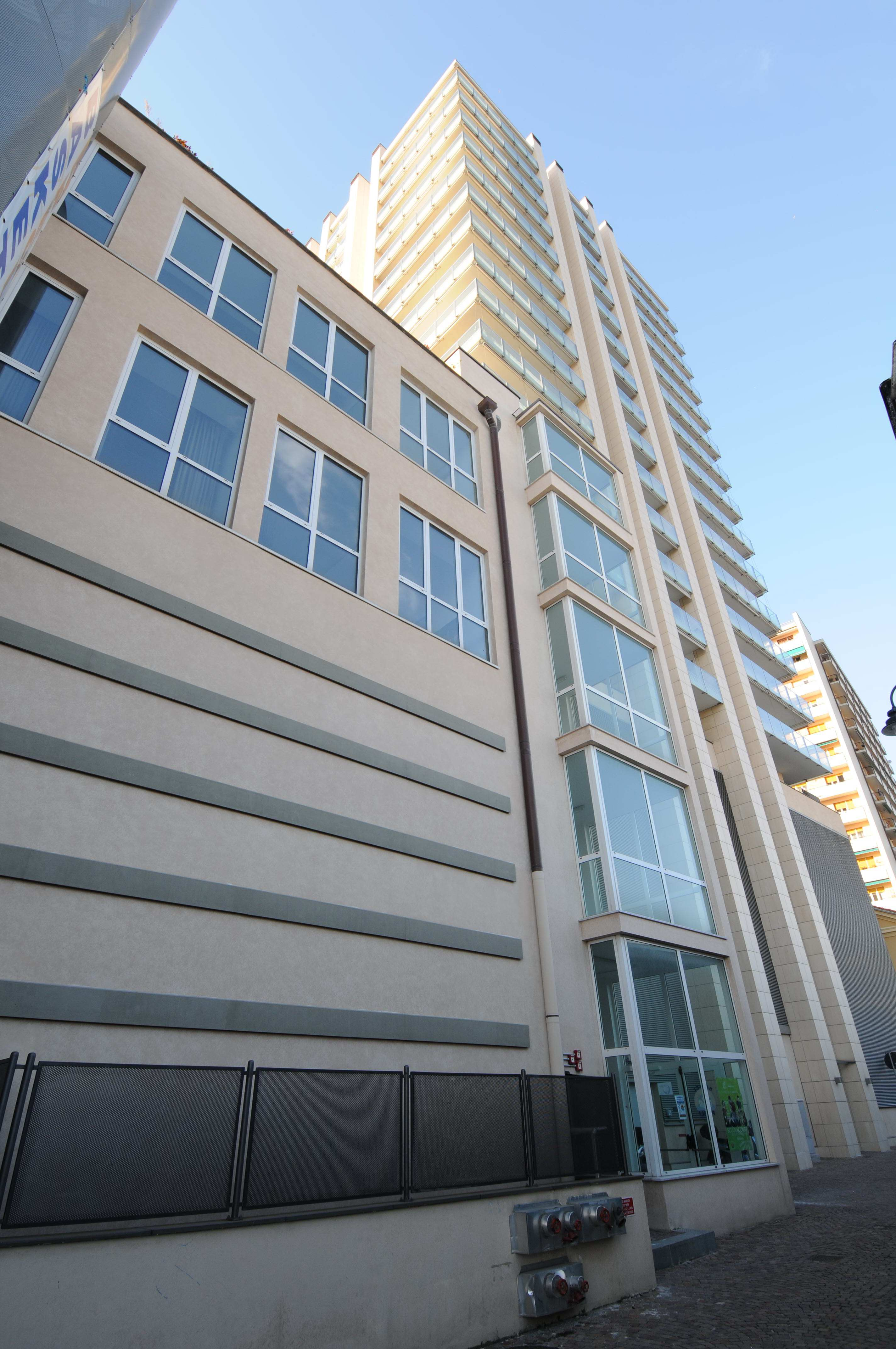
La sede

Nel 1972 venne fondata la Scuola Banda Musicale Giuseppe Conte. Negli anni successivi prese parte ai corsi un numero sempre crescente di allievi. Il complesso musicale della Scuola partecipava con regolarità alle diverse manifestazioni pubbliche cittadine. Nel 1979, la Scuola Banda Musicale Giuseppe Conte fu riconosciuta Persona giuridica con deliberazione della Giunta Regionale della Liguria.
In anni recenti il nucleo centrale dell'associazione è l'attività didattica organizzata in corsi annuali di livello amatoriale, professionale e di perfezionamento ma anche nell'organizzazione di progetti scolastici in alcune scuole di Genova e provincia, di diverso ordine e grado, nonché nell'ambito dei Laboratori Educativi Territoriali del Comune di Genova, volti ad offrire opportunità per il tempo libero a bambini e ragazzi.
Si affiancano le iniziative culturali organizzate dall'Associazione, anche in collaborazione con associazioni ed enti culturali, locali, nazionali e internazionali, rivolte ai soci e alla cittadinanza. 